# Ryan Stevenson
Ryan Cairns Stevenson (Irvine, 24 augustus 1984) is een Schots voetballer (middenvelder) die sinds 2014 voor de Schotse eersteklasser Partick Thistle FC uitkomt. Voordien kwam Stevenson onder meer uit voor Heart of Midlothian FC
Stevenson debuteerde op 10 februari 2010 voor Hearts FC in de uitwedstrijd tegen Celtic FC. De wedstrijd werd met 2-0 verloren.